# Ecótono

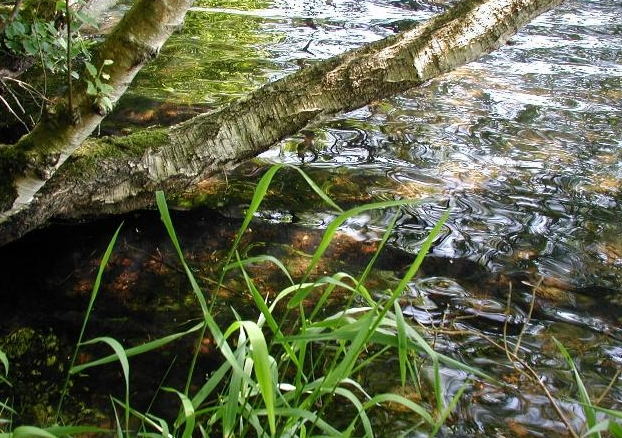
Dois hábitats se encontram nesta imagem: uma sob a água; outra sobre o ramo.

Ecótonos (do grego: oikos: casa e tonus: tensão) consistem em áreas de transição ambiental, onde comunidades ecológicas diferentes entram em contato. Podem ser mudanças bruscas na vegetação em diferentes gradientes ecológicos, e assim são considerados potenciais indicadores de respostas a mudanças climáticas e reguladores de fluxos nos ambientes e, por isso, possuem uma grande biodiversidade sendo encontrados organismos pertencentes aos ecossistemas em contato ou a espécies endêmicas do próprio ecótono.

## Cronologia

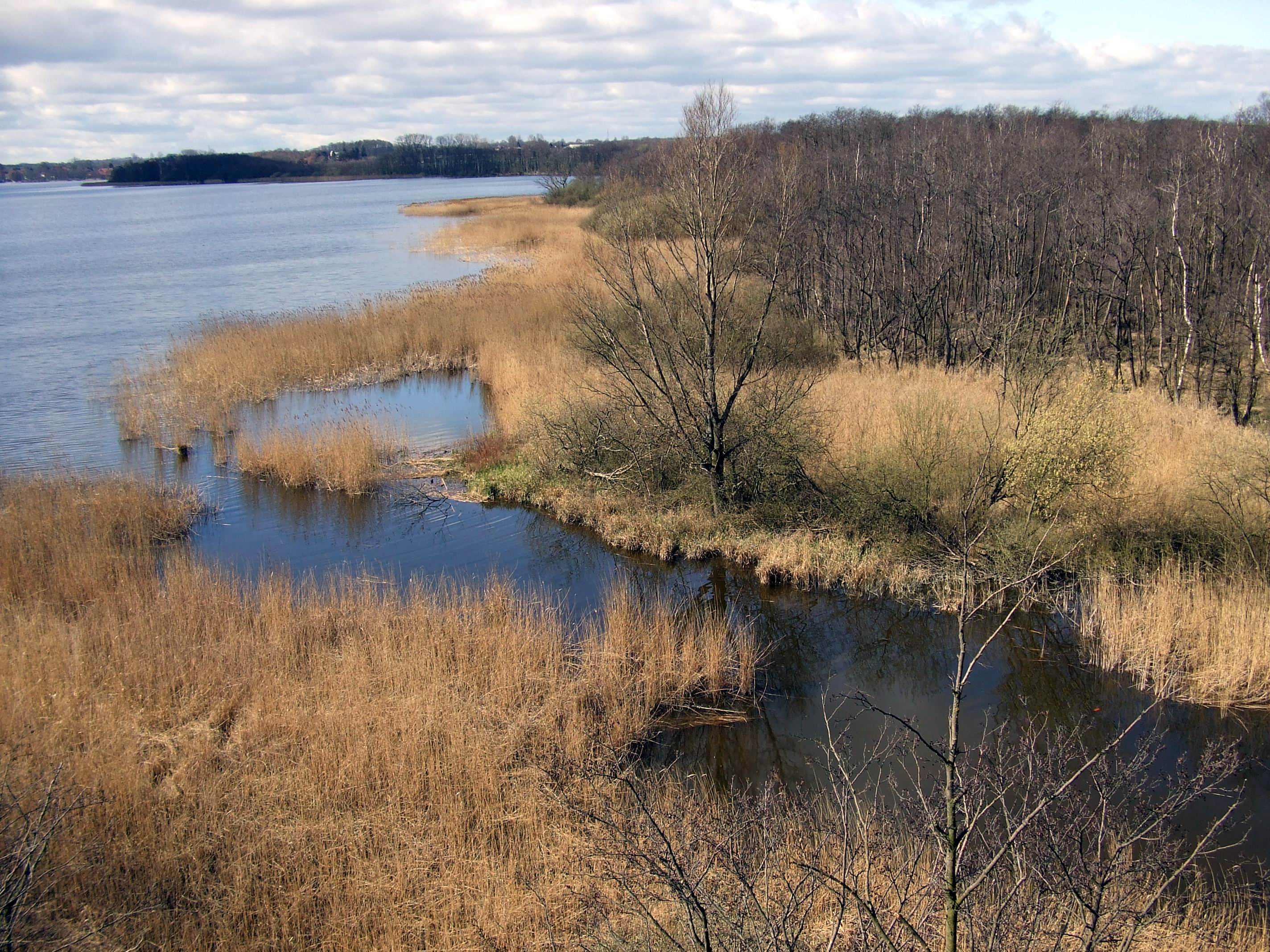
Caniçais são uma forma comum de ecótono que ocorre em litoral de lagos. O fundo do lago tende a acumular matéria orgânica que é, então, colonizado por árvores, obrigando os juncos a adentrar no lago. Na foto, o lago Hemmelsdorfer See em Schleswig-Holstein, Alemanha.

Livington (1903) e Clements (1905) foram os pioneiros no estudo de ecótono ao se interessarem pelos limites de um ecossistema. Leopold (1933) e outros biólogos continuaram com os estudos, considerando estas zonas como importantes hábitats. Também, na década de 1930, os ecótonos foram estudados por cientistas de diversas áreas do conhecimento. Odum (1953) sustentava a importância dos ecótonos ao afirmar que são áreas ricas e abundantes de espécies, ocorrendo inclusive espécies únicas.
Por volta da década de 1970, houve um interesse considerável em ecótonos por parte da sociedade científica. Mas, no meio da década de 1980, o interesse voltou-se para ecossistemas mais definidos e homogêneos. Na transição de 80 e 90, cresceu a preocupação ambiental e o estudo de ecótonos tornou-se relevante. De fato, ecótonos são sensíveis a mudanças climáticas, como já mencionado, e muitos cientistas apóiam o monitoramento dessas zonas para detectar mudanças globais.
Atualmente, é amplamente aceito que o entendimento destas zonas de transição é importante para compreender os mecanismos que moldam a biogeografia dos organismos.

## Características

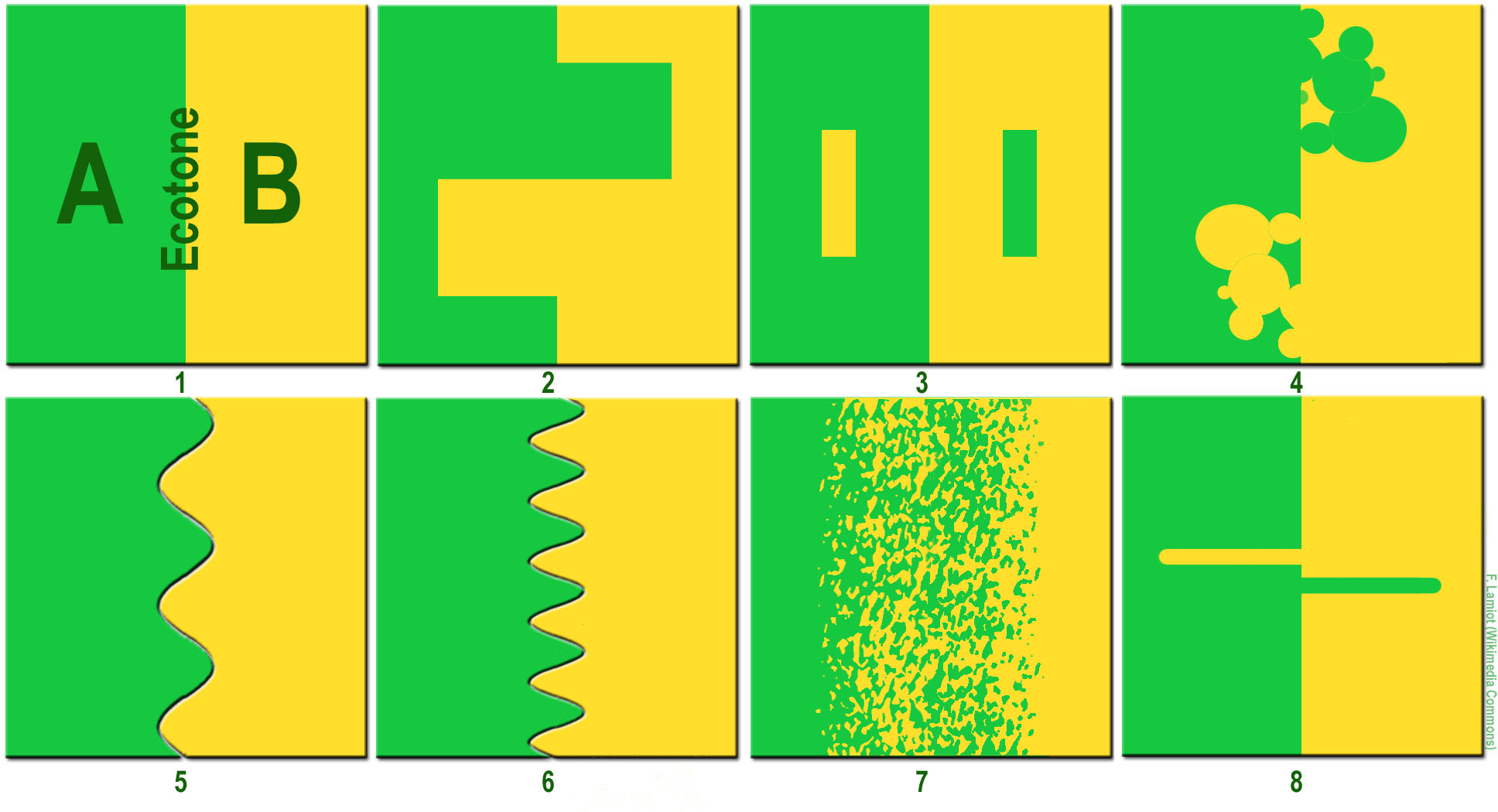
Da esquerda para direita. Fig. 1 e 2 mostram de forma simples a área de encontro entre os dois ambientes (ecótonos). Fig. 3 e 4 mostram dois ambientes “movendo-se” um para dentro do outro. Fig. 5 e 6 mostram as bordas de florestas ou bancos tratados de forma a prolongar o ecótono consideravelmente e sem excessivamente modificar o meio ambiente. Fig. 7 é a mais próxima da realidade e representa áreas periféricas que tendem a serem mais novas. Fig. 8 mostra um ecótono que pode ter sido formado por um animal que modificou seu ambiente (formigas formando uma trilha).

A principal característica de um ecótono é o facto de ser um ecossistema formado entre outros ecossistemas. Existe discussão sobre serem a união de áreas marginais ou o centro de regiões de transição. Exemplos das duas ideias são encontrados sendo que a primeira, que defende a formação através da união de áreas marginais, possui maior relação com ações antropogênicas (com exceções). O tamanho (área), microclima, altura, recursos e as combinações genéticas dos organismos variam entre ecótonos e essas variações são influenciadas por fatores que afetam qualquer outro ambiente como o clima, altitude, latitude, longitude e solo.
Outro fator que influencia a formação de ecótonos é a dispersão de sementes, dependendo da quantidade e posição que cai uma nova área pode ser observada. Vale lembrar que a expansão de um determinado ecossistema e seu contato com outro levará à criação de um novo ecótono.
Por serem regiões com características presentes nos ecossistemas que a compõem ou características próprias, os organismos que as habitam sofrem uma seleção genética muito intensa. Aqueles que são especializados a um dos ecossistemas tendem a não serem encontrados em ecótonos, mas espécies menos especializadas tendem a sobreviver mais facilmente nesse “novo ecossistema”, se modificar sob efeito dessas novas condições e, com o passar do tempo, formar novas espécies.
Uma mesma espécie encontrada em dois ecótonos diferentes provavelmente apresentará características morfológicas diferentes, como exemplificado abaixo, assim como novos alelos e comportamentos. Esse é um dos grandes indicadores de que os ecótonos são regiões onde ocorre uma intensa pressão evolutiva e, por isso, devem ser realizados maiores estudos nessas áreas.

## Exemplos
Um exemplo de divergência morfológica intraespecífica em ecótonos acontece no continente africano, em Camarões, com a ave Andropadus virens Cassin. Esta espécie vive tanto nas savanas africanas quanto em florestais tropicais e ainda na vasta área de ecótono (mais de 1000k de largura) entre estes dois hábitats. Comparativamente às populações da floresta tropical, as populações do ecótono têm maior envergadura de asa. Isto pode ser explicado porque A. virens necessita de uma eficiência aerodinâmica melhor em ambientes abertos para fuga de predadores. A diferença significativa da profundidade do bico reflete nos recursos alimentícios locais. Divergências só poderão ocorrer em ecótonos de grandes dimensões.
Fragmentos da floresta tropical no ecótono apresentam menor precipitação anual do que a região florestal mais central. Além disso, sofrem maior experiência de "flutuações anuais" em variáveis do ambiente.
Existem várias combinações de ecossistemas que podem formar um ecótono. Podemos citar, por exemplo: fazendas no encontro das áreas desmatadas com as naturais (campos com florestas ou mata), manguezais (água do mar e de rios), as combinações entre os cerrados sensu stricto, campo sujo, campo limpo e cerradão ou mata de galeria. Ambientes aquáticos também possuem ecótonos, como áreas onde as correntes marinhas quentes e frias se encontram, transições entre água e terra onde há formação de lama, caniçais, dentre outros.